# Myrmeciza
Myrmeciza es un género de aves paseriformes de la familia Thamnophilidae, que agrupaba a 22 especies nativas de América Central, América del Sur y la isla Trinidad. Autores más recientes expresaron dudas consistentes en relación con la monofilia del género, pero no había ninguna revisión disponible que realmente confirmase esas dudas. Un amplio estudio de Isler et al. 2013 presentó datos que suministraron un fuerte soporte a la tesis de que Myrmeciza no era monofilético. Como resultado de estos análisis, los autores propusieron que las especies entonces situadas en Myrmeciza fueran reasignadas al propio género y a otros once. Los nuevos géneros han sido aceptados por clasificaciones como el Comité de Clasificación de Sudamérica (SACC), Clements checklist, el Congreso Ornitológico Internacional Aves del Mundo (HBW) y BirdLife International (BLI). A sus miembros se les conoce por el nombre popular de hormigueros.

## Etimología
El nombre genérico femenino «Myrmeciza» se compone de las palabras del griego «murmēx, murmēkos» que significa ‘hormiga’ e «izō» que significa ‘emboscada’.

## Taxonomía
La historia del presente género se caracteriza por décadas de controversias e incertezas. Autores más recientes expresaron dudas consistentes en relación con la monofilia del grupo, pero no había ninguna revisión disponible que realmente comprobase estas dudas.
El estudio de Isler et al. 2013 presentó resultados de filogenia molecular de un denso conjunto de taxones de la familia Thamnophilidae (218 de 224 especies). Estos datos suministraron un fuerte soporte a la tesis de que Myrmeciza no era monofilético y que sus miembros están distribuidos en tres de las cinco tribus de la subfamilia Thamnophilinae propuestas por Moyle et al. 2009. También se compararon las características morfológicas, comportamentales y ecológicas de las especies de Myrmeciza con sus parientes próximos dentro de cada tribu, con el objetivo de determinar los límites genéricos.
Como resultado de estos análisis, los autores propusieron que las especies entonces situadas en Myrmeciza fueran reasignadas al propio género y a otros once, cinco de los cuales fueron resucitados: Akletos, Myrmelastes, Myrmoderus, Myrmophylax y Sipia, y seis de los cuales fueron descritos por primera vez: Ammonastes, Ampelornis, Aprositornis, Hafferia, Poliocrania, y Sciaphylax.
En la Propuesta N° 628 al (SACC), se aprobaron estos cambios.

## Lista de especies
Después de la separación de géneros descrita, apenas una especie, la especie tipo, permaneció en el presente género, que como consecuencia quedó monotípico:
- Myrmeciza longipes (Swainson, 1825) - hormiguero ventriblanco.

## Especies transferidas a otros géneros

### GéneroPoliocrania
- Myrmeciza exsul

### GéneroAmpelornis
- Myrmeciza griseiceps

### GéneroSipia
- Myrmeciza laemosticta
- Myrmeciza palliata
- Myrmeciza nigricauda
- Myrmeciza berlepschi

### GéneroSciaphylax
- Myrmeciza hemimelaena
- Myrmeciza castanea

### GéneroMyrmoderus
- Myrmeciza ferruginea
- Myrmeciza ruficauda
- Myrmeciza loricata
- Myrmeciza squamosa

### GéneroAkletos
- Myrmeciza melanoceps
- Myrmeciza goeldii

### GéneroHafferia
- Myrmeciza fortis
- Myrmeciza zeledoni
- Myrmeciza immaculata

### GéneroAprositornis
- Myrmeciza disjuncta

### GéneroMyrmophylax
- Myrmeciza atrothorax

### GéneroAmmonastes
- Myrmeciza pelzelni